# Chiautla (Puebla)
Chiautla è una municipalità dello stato di Puebla, nel Messico centrale, il cui capoluogo è la località di Chiautla de Tapia.
Conta 19.037 abitanti (2010) e ha una estensione di 804,30 km². 	 	
Il significato del nome della località in lingua nahuatl è luogo dove abbonda il limo.